# Хенри Черни
Хенри Черни (енгл. Henry Czerny; рођен 8. фебруара 1959, Торонто, Онтарио), канадски је позоришни, филмски и ТВ глумац и филмски продуцент.
Након што је играо многе улоге у канадским филмовима, Черни је 1993. године дебитовао у холивудском филму Јасна и непосредна опасност са Харисоном Фордом.
Черни се такође појавио у филмовима као што су Немогућа мисија, Ледена олуја, Хаос, Егзорцизам Емили Роуз, Ружичасти Пантер, Молитве за Бобија, Спремна или не, Немогућа мисија: Одмазда — Први део, Немогућа мисија: Коначна одмазда и још многим другим.